# 라파우 블레하치

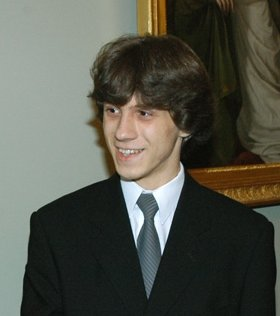
라파우 블레하치

라파우 블레하치(폴란드어: Rafał Blechacz, 1985년 6월 30일 ~ )는 폴란드의 클래식 피아노 연주자이다.

## 학력
- 아서 루빈스타인 음악 학교 그룹 음악 주립 초등 학교 졸업[1]
- 비드고슈치 펠릭스 노보비스키 음악원 졸업[2](2007)
- 현재 토룬 니콜라이 코페르니쿠스 대학교 철학과 박사 과정 중[3]

## 수상
- 바르샤바 피아노 콩쿠르 감투상(1995)
- 제13회 고주프비엘코폴스키 요한 제바스티안 바흐 콩쿠르 1위(1996)
- 자간 전국 피아노 콩쿠르 1위와 쇼팽 작품 연주에 대한 감투상(1997)
- 비드고슈치 콘라드 파우비츠키 작품 콩쿠르 2위(1998)
- 옐레니아구라 어린이와 청소년을 위한 전국 쇼팽 콩쿠르 2위(1999)
- 제5회 비드고슈치 아서 루빈스타인 기념 국제 젊은 피아니스트 콩쿠르 2위(2002)
- 제5회 하마마츠 국제 피아노 콩쿠르 2위(2003)[4]
- 제4회 모로코 국제 피아노 콩쿠르 1위(2004)
- 제15회 쇼팽 국제 피아노 콩쿠르 1위, 폴로네이즈상, 마주르카상, 협주곡상, 소나타상, 청중상(2005)
- 에코 클래식상 - 쇼팽 전주곡(2008)[5]
- 올해의 황금 소리굽쇠상 - 쇼팽 전주곡(2008)
- 독일 음반 비평가상 - 쇼팽 피아노 협주곡(2010)
- 키자나 음악원 국제상(2010)
- 에코 클래식상 - 드뷔시, 시마노프스키(2012)[6]
- 독일 음반 비평가상 - 쇼팽 폴로네이즈 1~7번(2013)[7]
- 길모어 예술가상(2014)
- 폴란드 부흥 훈장 "십자 기사(5급)"(2015)[8]

## 음반
- 피아노 리사이틀(2005)
- 쇼팽 전주곡(2007)[9][10]
- 하이든, 모차르트, 베토벤 소나타(2008)
- 쇼팽 피아노 협주곡 1,2번(2009)
- 드뷔시, 시마노프스키(2012)[11]
- 쇼팽 폴로네이즈 1~7번(2013)[12]
- 바흐 피아노 작품집(2017)
- 포레, 드뷔시, 시마노프스키 바이올린 소나타(김봄소리와 협연)(2019)

## 영상물
- 제15회 쇼팽 콩쿠르 실황 1,2 - 라파우 블레하치(DVD)(2005)[13]